# Endymion (band)

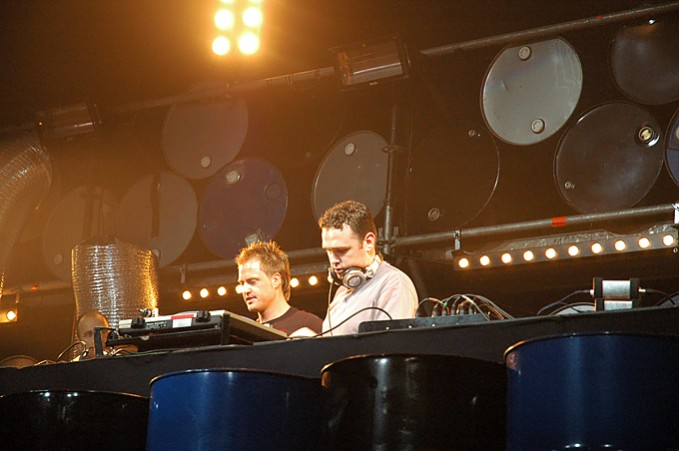
Endymion op Decibel 2005

Endymion is een Nederlandse harddance-formatie opgericht in 1997. De groep bestaat uit de drie jeugdvrienden (Bart Revier, Bas Lint en Jelle Neys) en kreeg in 1998 een contract bij Cardiac, eigendom van Patrick van Kerckhoven. Destijds bracht de groep platen uit op het label Supreme Intelligence en werd hun stijl ook wel omschreven als "darkcore", een donkere vorm van hardcore met zware bassdrums en weinig melodieuze delen. Sinds hun stijl steeds dichter tegen hardstyle is komen aan te liggen, produceren zij sinds 2015 vrijwel alleen nog maar (raw) hardstyle.

## Geschiedenis

###### 1998 - 2014 (Hardcore)
In 2000 raakte de carrière van Endymion in een stroomversnelling na de verschijning van het album Demonsworld. Cardiac stopte dat jaar met de labels Gangsta Audiovisuals en Supreme Intelligence om later in het jaar Enzyme Records te introduceren, een label dat door Cardiac werd gebracht als zijnde een samenwerking van Endymion met Nosferatu.
In 2004 bracht Endymion veel muziek uit, waaronder hun tweede album Catalysed Reactions. Het bevat hits als 'Payback', 'P***y MF's', 'All the Way Up', 'Rock the Part-E' en 'Drunk with a Gun'. In 2010 won Endymion de Beatport Award voor Best Hard Techno Track 2009 met Headhunterz - Scrap Attack (Endymion Remix).
Endymion werkt vaak samen met andere dj's, onder wie Ran-D, Phuture Noize, Adaro, Frequencerz, Evil Activities, Art of Fighters, DJ Nosferatu, The Viper. De groep heeft op opgetreden op evenementen als Mysteryland, Masters of Hardcore, Defqon.1, Sensation Black en Tomorrowland. 
In 2013 maakte Endymion de overstap naar Neophyte Records ten koste van Enzyme Records. 

###### 2014 - heden (hardstyle)
In 2014 maakte Endymion de overstap naar hardstyle en bracht samen met Ran-D de track Antidote uit. 
Begin 2015 kondigden zij hun eigen hardstylelabel Nightbreed aan. De eerste uitgave van dit label was een samenwerkingsproject met High Voltage, een alias van Erwin van Kan (ook bekend als Nosferatu), een oude bekende van Enzyme Records. Endymion heeft op zijn label ook talenten als Myst, Bass Chaserz & Degos & Re-Done getekend. Dit jaar had Endymion ook een hit met Activator - Sparta (Endymion Remix). Deze track was in 2015 de opener in de Defqon.1 Endshow.
In 2019 had Endymion een grote hit te pakken samen met Ran-D en LePrince. Hun track Run From Reality eindigde op plek 2 van de  Q-Dance hardstyle top 100 van 2019.   

## Naamgeving
De mythologische Endymion is de personificatie van de slaap. Zijn naam betekent "de zacht bekruipende".

## Discografie
| Jaar | Titel                   | Label                |
| ---- | ----------------------- | -------------------- |
| 2018 | Invincible              | Nightbreed Records   |
| 2014 | Be A Voice, Not An Echo | Neophyte Records     |
| 2011 | Three                   | Enzyme Records       |
| 2004 | Catalysed Reactions     | Enzyme Records       |
| 2000 | Demonsworld             | Supreme Intelligence |

| Jaar | Titel                   | Bijzonderheden      |
| ---- | ----------------------- | ------------------- |
| 2019 | Run From Reality        | met Ran-D           |
| 2019 | Raging In The Dancehall | Vertile Remix       |
| 2019 | Payback                 | Bass Chaserz Remix  |
| 2018 | Rebels At Night         |                     |
| 2018 | Coming At Ya            |                     |
| 2018 | Save Me                 |                     |
| 2018 | Strike As Thunder       | met Degos & Re-Done |
| 2018 | The Last Generation     |                     |
| 2018 | The Rhythm              |                     |
| 2018 | A New Today             | Andy Svge Remix     |
| 2018 | Waiting For Treason     | met Myst            |
| 2018 | Gladiator               | Rebelion Remix      |
| 2018 | Back To The Oldschool   | met Dj The Viper    |
| 2018 | The Dark Knight         |                     |
| 2018 | Abduction               | Endymion Remix      |
| 2018 | Broken                  | Wildstylez Remix    |
| 2018 | Outlaw                  | met GLDY LX         |
| 2018 | My Name Is Alfred       | met Alfred          |
| 2018 | Losing Myself           | met Mc Jeff         |
| 2018 | Watch Me Fall           | met Degos & Re-Done |
| 2017 | The Afterlife           | met GLDY LX         |
| 2017 | How It's Done           | met Crystal Mad     |
| 2017 | Rise As Wolves          |                     |
| 2017 | The Show Of Madness     | met Adaro           |
| 2017 | Jump The F#ck Up        | met Bass Chaserz    |
| 2017 | Welcome To The Darkness |                     |
| 2017 | See You Again           | met Myst            |

| Jaar | Titel                    | Bijzonderheden                                                  |
| ---- | ------------------------ | --------------------------------------------------------------- |
| 2002 | B4 Your Eyes             | met Evil Activities                                             |
| 2002 | Stay Focused             | met DJ Nosferatu                                                |
| 2003 | All the Way Up           | met DJ Nosferatu                                                |
| 2003 | Drunk with a Gun         | met DJ Nosferatu                                                |
| 2004 | Rock the Part-E          |                                                                 |
| 2004 | Payback                  |                                                                 |
| 2004 | Pussy MF's               |                                                                 |
| 2005 | Masenka                  | met DJ Ruffneck                                                 |
| 2005 | Nothing Is What It Seems | met DJ Nosferatu                                                |
| 2009 | Let's Get It On          | met Art of Fighters                                             |
| 2009 | Abduction                |                                                                 |
| 2009 | Compagneros              |                                                                 |
| 2009 | Scrap Attack             | Defqon.1 Anthem Remix / Winnaar Beatport Award Best Hard Techno |
| 2010 | Justice                  | met DJ Ruffneck                                                 |
| 2010 | Revelations              | Reverse Anthem Remix                                            |
| 2010 | A New Today              | met Art of Fighters & Lilly Julian                              |
| 2010 | Alternate Reality        | Evil Activities & Endymion Remix                                |
| 2011 | Broken                   | met Evil Activities                                             |
| 2011 | Changed the Game         | met Evil Activities                                             |
| 2011 | Grow                     | met Ollie                                                       |
| 2011 | No More                  | met Warren Morris & Run Riddium                                 |
| 2011 | Smash                    | met The Viper                                                   |
| 2011 | Judgement Day            | met Nosferatu                                                   |
| 2011 | Chaos                    |                                                                 |
| 2011 | Another Way Up           | met Nosferatu                                                   |
| 2011 | Face II Face             | met Nosferatu                                                   |
| 2011 | Overcome                 | met Lilly Julian                                                |
| 2011 | Damned to Hell           | met Kimiko                                                      |
| 2011 | Anger                    | Ophidian Remix                                                  |
| 2011 | Drunk with a Gun         | Evil Activities Remix                                           |
| 2011 | Art                      | Placid-K Remix                                                  |
| 2013 | Make Some Noise          |                                                                 |
| 2013 | Destination Underground  | met Ophidian                                                    |
| 2013 | Progress                 |                                                                 |
| 2013 | Save Me                  | met Eva Blom                                                    |